# Liste des monuments historiques protégés en 1877
Cet article recense les monuments historiques français classés en 1877.

## Protections
| Édifice                      | Commune                 | Département      | Région                  | Protection | Base Mérimée                         | Coordonnées                        | Image |
| ---------------------------- | ----------------------- | ---------------- | ----------------------- | ---------- | ------------------------------------ | ---------------------------------- | ----- |
| Église Saint-Vigor           | Colombiers-sur-Seulles  | Calvados         | Normandie               | classé     | « PA00111235 », notice no PA00111235 | 49° 17′ 57″ nord, 0° 30′ 22″ ouest |       |
| Tour de Crest                | Crest                   | Drôme            | Auvergne-Rhône-Alpes    | classé     | « PA00116924 », notice no PA00116924 | 44° 44′ 01″ nord, 5° 01′ 20″ est   |       |
| Château de Montrichard       | Montrichard             | Loir-et-Cher     | Centre-Val de Loire     | classé     | « PA00098513 », notice no PA00098513 | 47° 21′ 37″ nord, 1° 11′ 01″ est   |       |
| Remparts                     | Guérande                | Loire-Atlantique | Pays de la Loire        | classé     | « PA00108626 », notice no PA00108626 | 47° 19′ 53″ nord, 2° 25′ 01″ ouest |       |
| Eglise protestante           | Domfessel               | Bas-Rhin         | Grand-Est               | classé     | « PA00084693 », notice no PA00084693 | 48° 56′ 53″ nord, 7° 08′ 45″ est   |       |
| Hôtel du Chancelier Rolin    | Autun                   | Saône-et-Loire   | Bourgogne-Franche-Comté | classé     | « PA00113080 », notice no PA00113080 | 46° 56′ 44″ nord, 4° 18′ 38″ est   |       |
| Église                       | Mareuil-sur-Lay-Dissais | Vendée           | Pays de la Loire        | classé     | « PA00110165 », notice no PA00110165 | 46° 32′ 01″ nord, 1° 13′ 37″ ouest |       |
| Château de Loudun            | Loudun                  | Vienne           | Nouvelle-Aquitaine      | classé     | « PA00105498 », notice no PA00105498 | 47° 00′ 35″ nord, 0° 05′ 57″ est   |       |
| Château et église Notre-Dame | Moncontour              | Vienne           | Nouvelle-Aquitaine      | classé     | « PA00105538 », notice no PA00105538 | 46° 52′ 39″ nord, 0° 00′ 13″ est   |       |